# Réseau de chaleur de New York
 (février 2019).

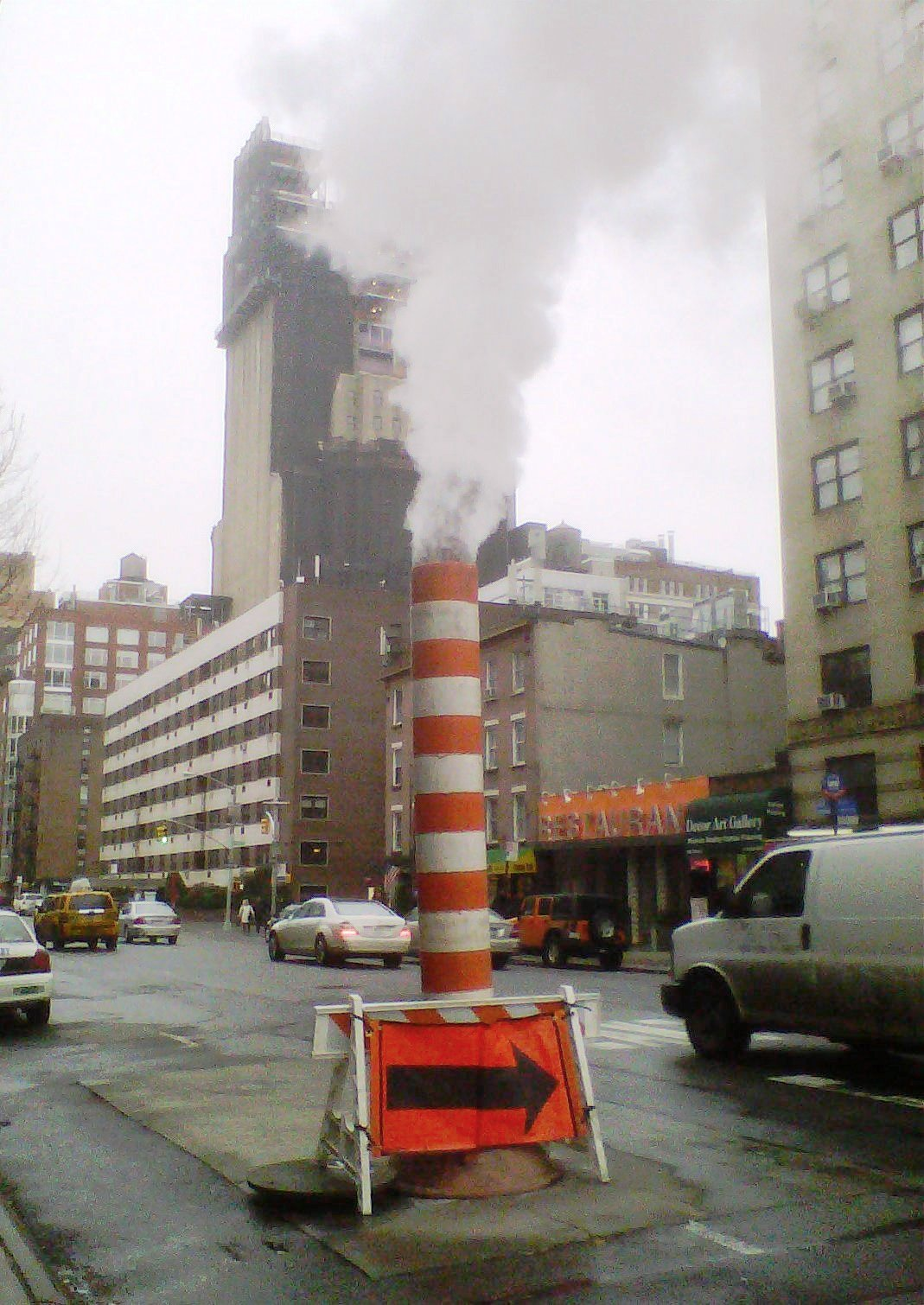
Vapeur d'eau s'échappant d'une cheminée au croisement de la septième avenue et de la 22e rue ouest.

Le réseau de chaleur de New York (en anglais New York City steam system, littéralement « Système de vapeur de la cité de New York ») est le plus grand réseau urbain de chaleur du monde. Il est géré par Consolidated Edison et alimente en chaleur plus de 2 000 immeubles à travers le sous-sol de Manhattan, depuis Battery Park au sud jusqu'à la 96e rue au nord. Il transporte annuellement plus de onze millions de tonnes de vapeur d'eau.

## Historique

### Création
Le réseau de chaleur de New York est créé en 1882, peu après les premiers équipements de ce type. À cette époque, l'entreprise chargée de la production et du transport de vapeur était la New York Steam Company.
La New York Steam Corporation est absorbée au milieu des années 1950 par la Consolidated Edison.
Durant longtemps, les cinq centrales thermiques qui chauffent l'eau brûlaient du pétrole. Au cours des années 2010, dans un but de réduction de la pollution, Consolidated Edison envisage de passer au gaz naturel.

## Caractéristiques techniques

### Production

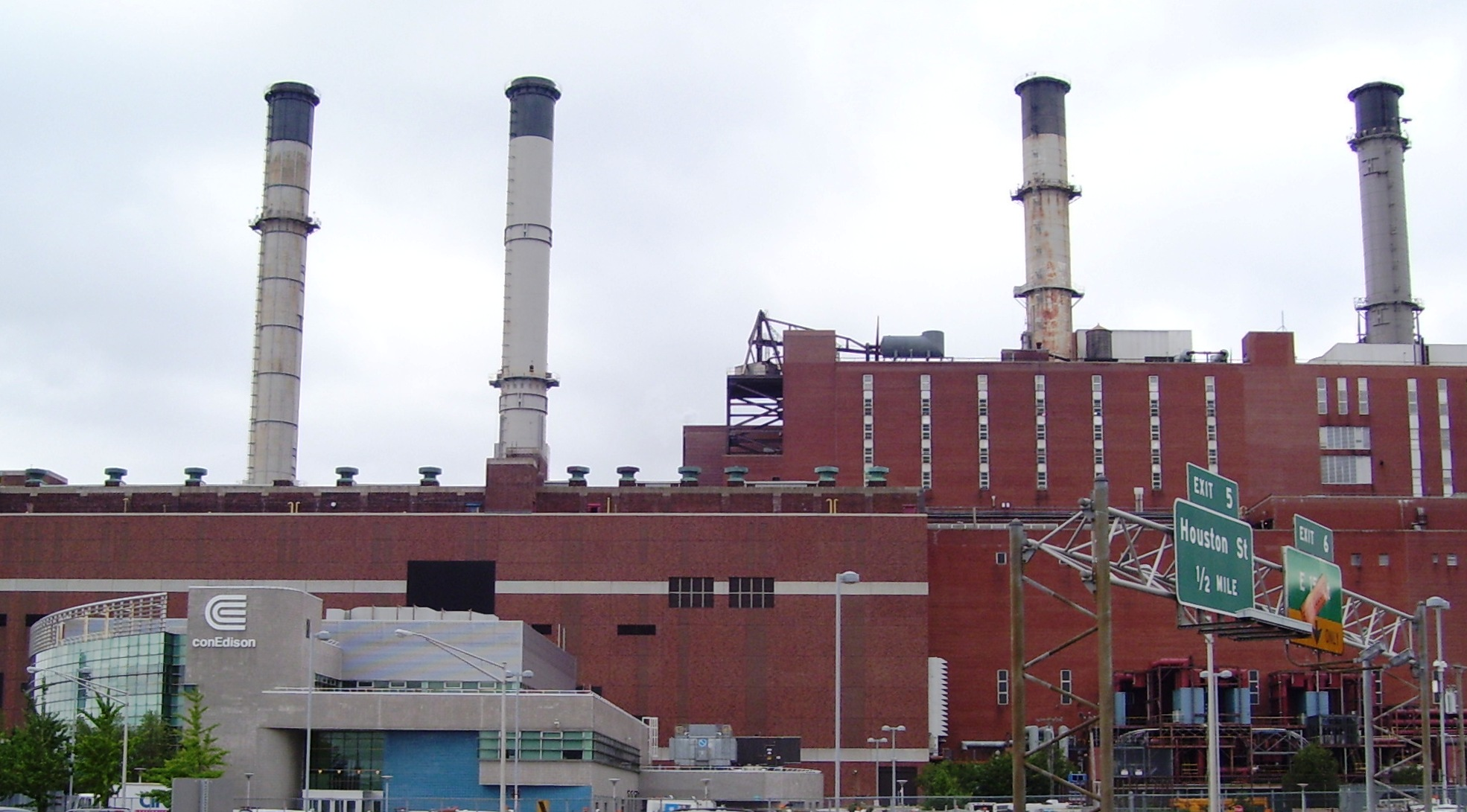
Centrale thermique située au droit de la 15e.

Cinq centrales produisent la vapeur à une température d'environ 176 °C. La principale est située dans la partie orientale de la 14e rue et produit 55 % de la puissance totale de l'installation.

### Transport
Les tubes de transport de vapeur empruntent principalement le réseau préexistant des égouts de New York ; la longueur du réseau est de 169 kilomètres (105 miles),.
Il est fréquent de voir des volutes de vapeur sortir des égouts new-yorkais, soit à travers des cheminées d'évacuation, soit directement. Dans le premier cas, il s'agit souvent de purges de sécurité effectuées pour délester le réseau d'une pression excessive, les cheminées étant alors installées pour protéger les passants des vapeurs brûlantes ; dans le second, il s'agit d'eau pluviale qui se transforme en vapeur au contact des tuyaux insuffisamment calorifugés.

### Utilisation
Le réseau primaire de vapeur est utilisé premièrement pour produire de la vapeur (utilisée principalement dans les hôpitaux et autres établissements nécessitant une hygiène importante) ; ensuite, et principalement, pour chauffer des immeubles, via un passage à travers des sous-stations et des échangeurs ; enfin, durant les périodes chaudes, la vapeur est également utilisées dans des réfrigérateurs à absorption de gaz pour climatiser et donc refroidir des immeubles.
Plus de deux mille immeubles sont connectés à ce réseau, dont l'Empire State Building, le siège des Nations unies, l'université de New York, le Metropolitan Museum of Art ou le Rockefeller Center,,.

## Risques et accidents

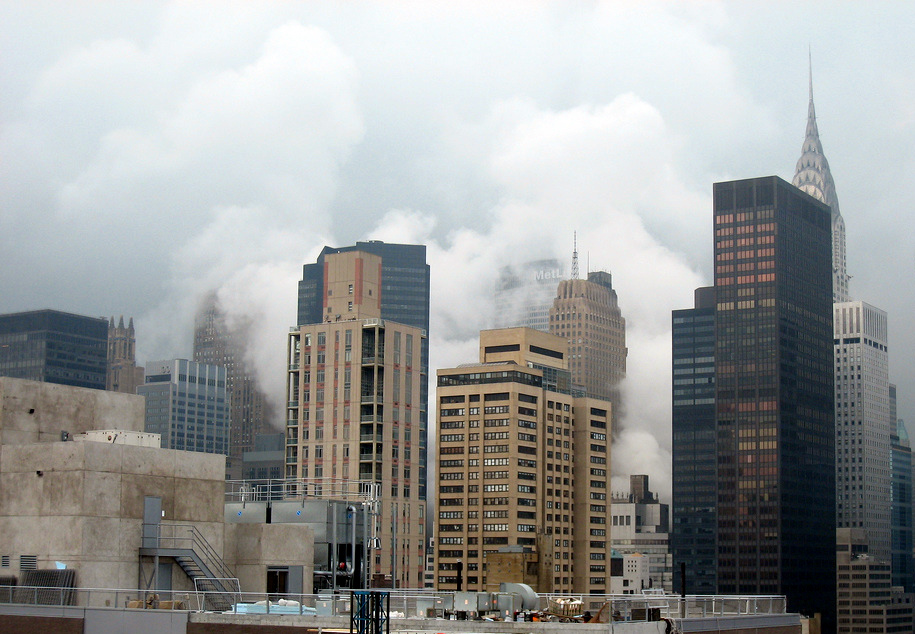
Accident du 18 juillet 2007.

Les canalisations sont isolées afin de limiter les déperditions sur le trajet ; cette isolation est largement sous-dimensionnée (voir plus haut). Une bonne partie de celle-ci, ayant été conçue dans les années 1920, est en outre réalisée en amiante, ce qui n'est pas sans poser des problèmes sanitaires, en particulier en cas d'accident. En effet, des ruptures de canalisations ont parfois lieu, en entraînent des projections de vapeur à très haute température dans les rues. 
Ainsi, le 19 août 1989, une canalisation de 24 pouces (63 centimètres) de diamètre explose près de Gramercy Park ; l'explosion tue deux personnes, en blesse dix-neuf autres, et forme un cratère de dix pieds de largeur et cinq de profondeur. La vapeur continue à fuser près de quatre heures après l'explosion avant d'être coupée. Pendant les quatre jours qui suivent la rupture, les riverains ne sont pas informés par la Consolidated Edison de la présence d'amiante dans l'air.
Entre 1986 et 1997, une douzaine d'explosions ont lieu, soit en moyenne une par an. Le 18 juillet 2007, près du croisement de Lexington Avenue et de la 41e rue, une personne est tuée et 41 autres blessées par la rupture brutale d'une canalisation d'un pied et demi (45 centimètres) de diamètre, qui datait de 1924 ; la déflagration creuse dans la chaussée un cratère de trente-cinq à quarante pieds de diamètre et projette de nombreuses particules d'amiante aux alentours. Selon le rapport diffusé ensuite, c'est la présence d'eau froide infiltrée qui a provoqué un coup de bélier ayant amené la dislocation du matériau de la conduite,.
Cette fragilité des conduites vis-à-vis des eaux froides infiltrées oblige la Consolidated Edison à couper préventivement certaines sections plus exposées de son réseau en cas d'aléa climatique risquant d'amener une submersion même partielle du réseau souterrain. Ainsi, lors du passage de l'ouragan Sandy.